# 朴基成
朴 基成（パク・キソン、박기성）は、日本統治時代の朝鮮の独立運動家、大韓民国の軍人。幼名は朴順成（박순성）。本貫は竹山朴氏（죽산박씨）。号は毅堂（의당）。別名は李守玄、李壽鉉、歐陽軍。

## 経歴
1907年6月、忠清北道鎮川文白面鳳竹里（문백면 봉죽리）にて父・朴汶容（박문용）、母・延哲熙（연철희）の長男として生まれる。幼いころに曽坪郡に移住。15歳まで寺子屋に通って漢文を習った。1919年の三・一運動では、デモに参加して万歳を叫んだという。道安面（도안면）の講習所で2年間学び、卒業後は日本に留学した。四谷小学校夜間部5・6学年課程に入学。小学校を卒業後、開城中学校夜間部に入学した。
1926年に起きた6・10万歳運動以降、抗日闘争を決意し、元心昌（원심창）、韓何然（한하연）などと頻繁に交流した。1927年、代々木公園で予定されていた三一節記念行事に参加しようとして逮捕される。1928年、丁賛鎮（정찬진）、洪泳裕（홍영유）などと共にアナーキスト団体である自由青年連盟を組織した。1929年、光州学生事件が起こると帰国した。帰国した後、警察の監視を受けたという。1931年頃、仁川から青島市を経て上海に亡命した
1932年に柳子明、白貞基、鄭華岩と共に無政府主義者連盟で活動。1933年に有吉明公使暗殺事件が起こると上海を離れ、南京の砲兵学校に入学した。
1934年9月、中央陸軍軍官学校第11期入学。第2総隊交通兵隊配属。1937年10月、卒業。湖北省常徳の第1等通信兵団補充隊排長となる。のちに上尉となり、重慶の訓練総監部通信監室参謀として服務した。
羅月煥や李何有の勧誘を受けて中国軍を辞めて、1940年10月に韓国青年戦地工作隊の結成に参加して軍事組長となった。戦地工作隊は中国軍第34集団軍と連携して日本軍占領地域の朝鮮人青年を対象にした召募活動を展開した。1941年1月、戦地工作隊は韓国光復軍に編入され、朴は第5支隊第2区隊長となった。支隊長の羅月煥と隊員の間に摩擦が起きると、羅に忠告するが断られた。1942年に羅が暗殺されると事後処理のため、中国と協議した。その後、重慶に帰還すると光復軍総司令部情報参謀部長に就任した。1945年12月28日、帰国。
1947年3月、警備士官学校特別第3期卒業、任大尉（軍番361番）。総司令部に配属され、のちに第5連隊大隊長。1948年5月、第15連隊副連隊長（少佐）。第5連隊副連隊長。1950年3月15日、第5連隊連隊長代理（中佐）。
朝鮮戦争が勃発すると、大邱の第1訓練所長（1950年10月24日）などを歴任。高等軍事班第7期の教育を受けて、群山の新兵補充隊長を経て、1952年に第101師団長となった。1959年、予備役編入。
1963年、建国勲章独立章授与。
1969年、独立運動史編纂委員会に参加。
1985年、光復軍同志会会長（第5代）。